# Public Transport Authority
De Public Transport Authority (PTA) is een agentschap (En:statutory authority) onder de mantel van het departement van transport van West-Australië. Het overziet er de werking van alle openbaar vervoer.

## Geschiedenis
De Public Transport Authority verving de Western Australian Government Railways Commission. Het werd op 1 juni 2003 opgericht, in overeenstemming met de Public Transport Authority Act van 2003, als het overheidslichaam dat het openbaar vervoer in West-Australië dient te overzien. Het verzorgt onder meer ferry-, bus- en treindiensten onder de merknaam Transperth in Perth, regionale bus- en treindiensten onder de merknaam Transwa en schoolbusdiensten.

## Dienstverlening
- Transperth: ferry-, bus- en treindiensten in de stadsagglomeratie Perth
- Transwa: regionale bus- en treindiensten in West-Australië
- TransRegional:
  - TransAlbany: busdiensten in Albany
  - TransBunbury: busdiensten in Bunbury
  - TransBusselton: busdiensten in Busselton en Dunsborough
  - TransGeraldton: busdiensten in Geraldton
  - TransGoldfields: busdiensten in Kalgoorlie-Boulder
  - TransEsperance: busdiensten in Esperance
  - TransHedland: busdiensten in Port Hedland
  - TransKarratha: busdiensten in Karratha
- School Bus Services (SBS): schoolbusdiensten op het platteland en in afgelegen gebieden

De Network and Infrastructure Division waakt over de veiligheid van het openbaar vervoer.

## SmartRider
De SmartRider is een smartcard uitgegeven door PTA en Transperth en verving de MultiRider vanaf januari 2007. De kaart kan gebruikt worden voor de diensten van Transperth, TransAlbany, TransBunbury, TransBusselton, TransGeraldton, TransHedland, TransKarratha, TransEsperance en TransGoldfields. Transwa erkent de kaart als legitimatie voor reizigers die aanspraak maken op korting.

## Bestuursvoorzitters
Het hoofd van de Public Transport Authority is de bestuursvoorzitter (CEO):
- Reece Waldock (1 juli 2003 – 29 juli 2016)
- Richard Sellers (juli 2016 – maart 2020)
- Peter Woronzow (november 2021 – )